# NGC 1013
NGC 1013 (również PGC 9966) – galaktyka spiralna (S0-a), znajdująca się w gwiazdozbiorze Wieloryba. Odkrył ją Lewis A. Swift 29 września 1886 roku.